# Selwyns Wood
Selwyns Wood är ett slott i Storbritannien.   Det ligger i grevskapet East Sussex och riksdelen England, i den södra delen av landet, 70 km söder om huvudstaden London. Selwyns Wood ligger 102 meter över havet.
Terrängen runt Selwyns Wood är platt. Runt Selwyns Wood är det ganska tätbefolkat, med 172 invånare per kvadratkilometer. Närmaste större samhälle är Royal Tunbridge Wells, 19,1 km norr om Selwyns Wood. Trakten runt Selwyns Wood består i huvudsak av gräsmarker.